# Necropoli di Campovalano
La necropoli di Campovalano è un sito archeologico situato presso Campovalano nel territorio del comune di Campli, in provincia di Teramo.

## Territorio

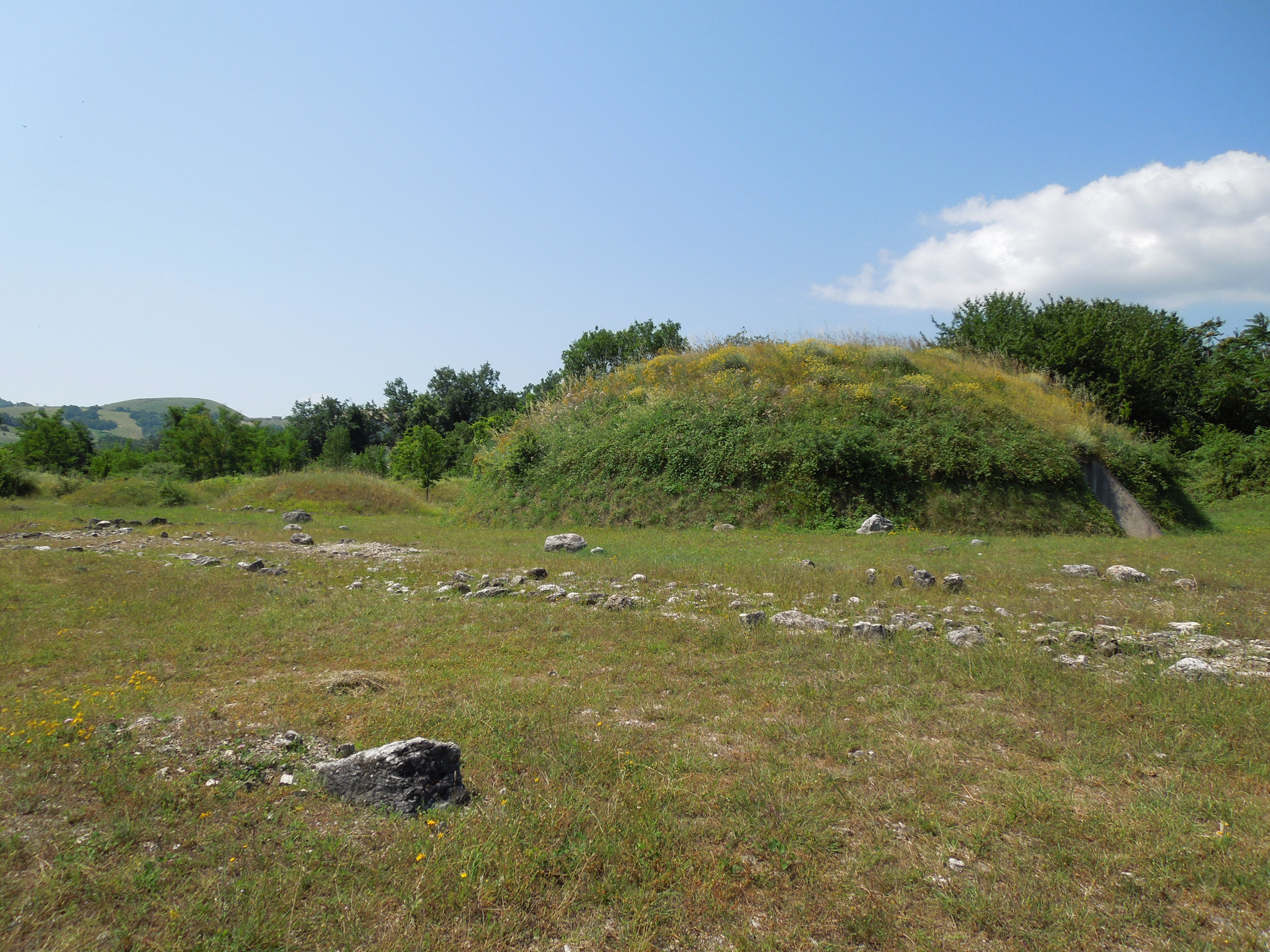
Ricostruzione di un tumulo. All'interno si trovano la sala polifunzionale e la riproduzione di una camera sepolcrale.

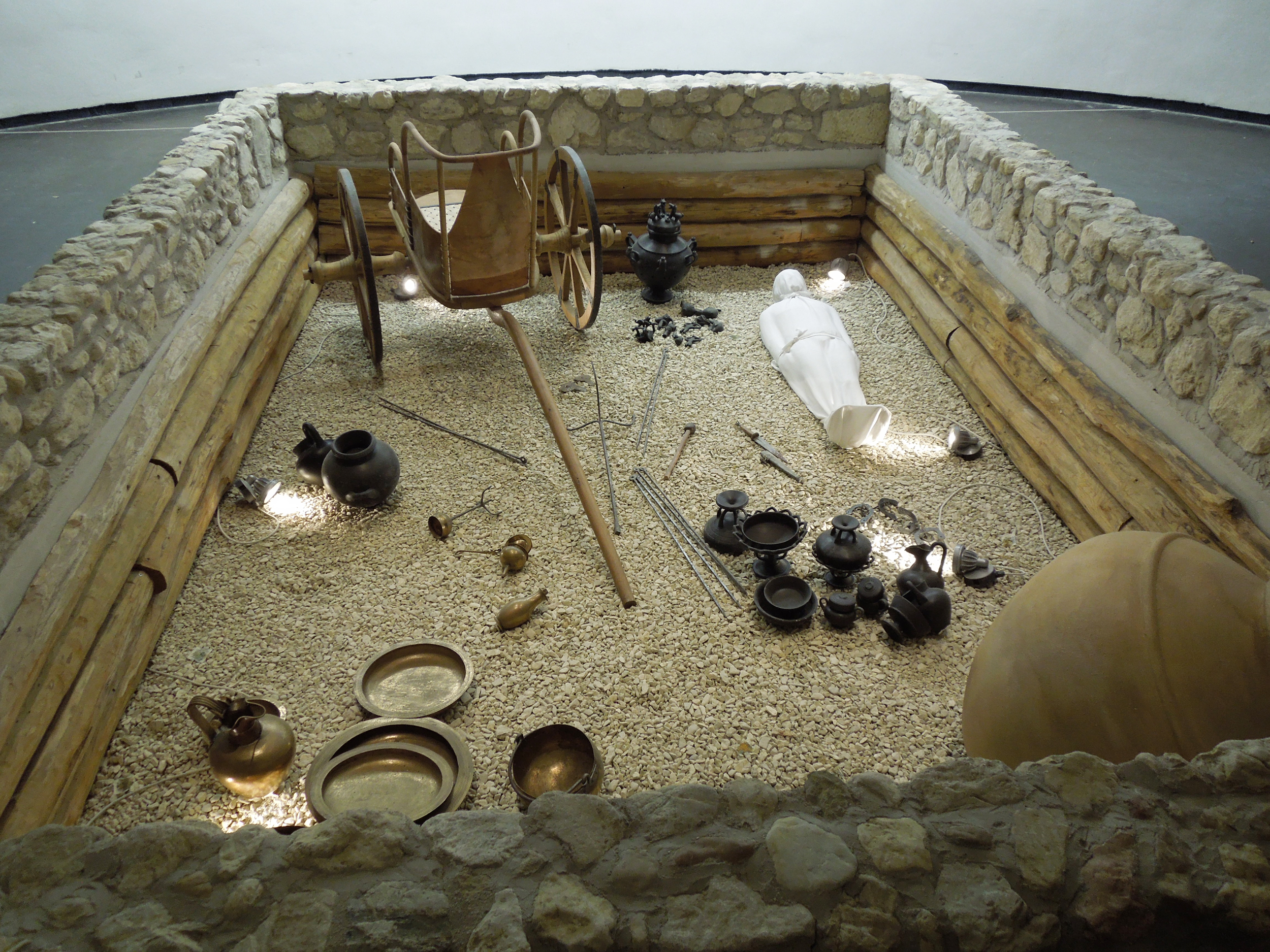
Ricostruzione di una camera sepolcrale.

L'area della necropoli si estende in località tra la chiesa di San Pietro e il paese di Campli, ai piedi dei monti Gemelli.
L'intero sito insiste sull'area di un terrazzo fluviale, di circa 50 ettari, compreso tra i corsi del torrente Misigliano (a nord) e Fiumicino (a sud), immerso nel verde, circondato da rilievi collinari e fossi. 
Si trova fra le quote di 426 e 455 metri sul livello del mare ed è solcato dalla "via sacra", al tempo utilizzata come sede dei riti funebri.  La strada attraversa il terreno oggetto di scavo dall'anno 1967. Ha orientamento nord - sud ed ha avuto almeno 2 fasi di pavimentazione. Si mostra lastricata con grosse pietre di fiume, ciottoli, breccia, laterizi e delimitata da lastre calcaree infisse nel terreno.
Nel 290 a.C. questa porzione di territorio, secondo le fonti classiche,  era indicata come «ager Praetutianus», ossia: agro abitato dal popolo dei Pretuzi.

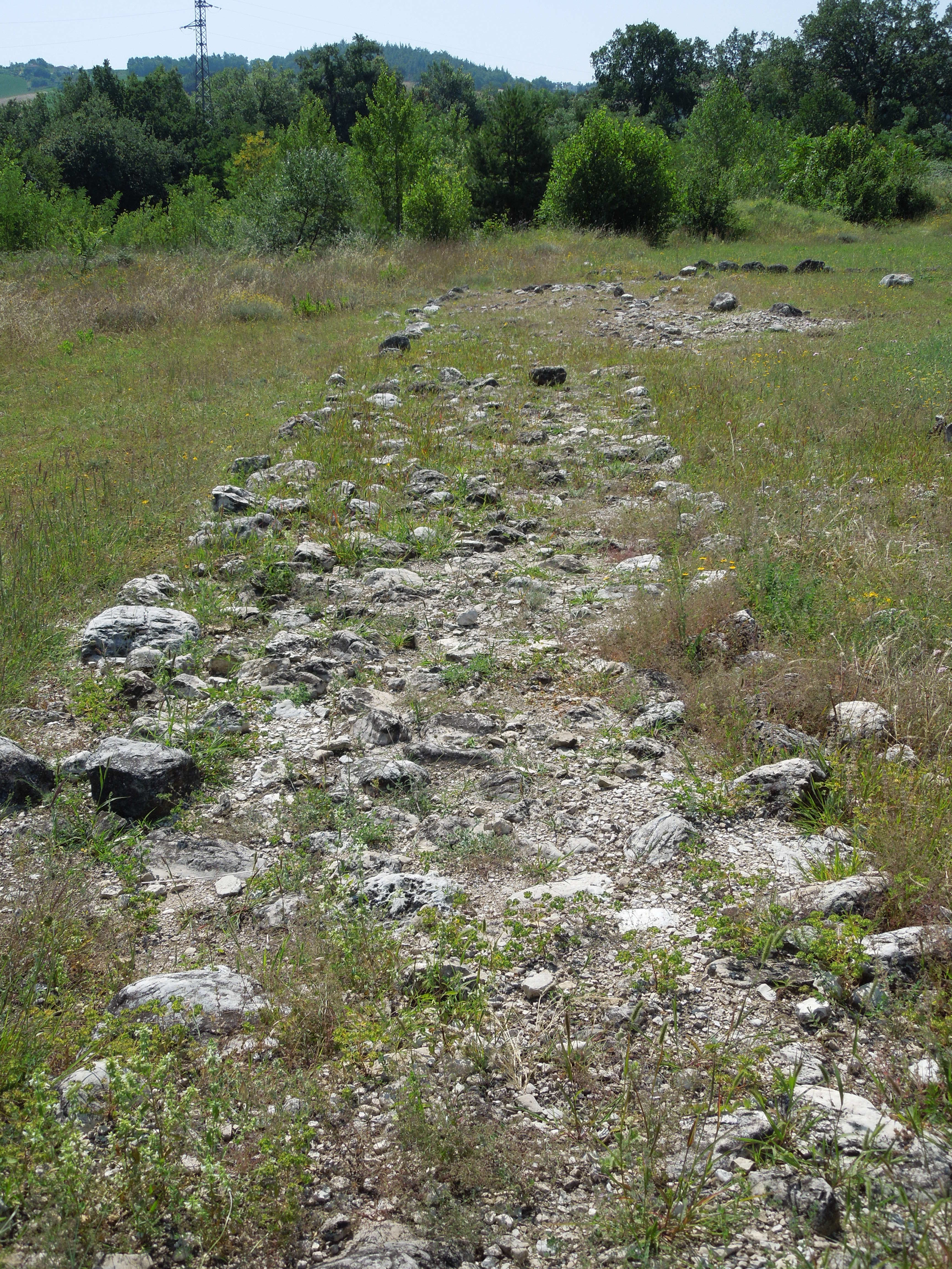
Via Sacra

## Storia
La notizia certa del primo reperto rinvenuto in questa area giunge nell'anno 1887 quando l'archeologo Felice Barnabei, in Notizie di scavi d'Antichità,  riporta che Francesco Savini ha rinvenuto una oinochoe in bronzo in seguito aggiunto nelle raccolte del museo di Teramo.
Qualche anno prima era stata recuperata a Campli una spada italica in bronzo, del tipo Cuma, con un frammento di fodero, oggi esposta presso il museo civico di Ascoli Piceno.
Da questi ritrovamenti era già possibile intuire che la zona custodisse materiale archeologico, ma solo nell'anno 1964 ne arrivò la conferma. Fu il contadino Luigi Cellini che, arando il terreno di quest'area con mezzi agricoli meccanici, raggiunse i piani d'inumazione delle sepolture riportando alla luce numerosi reperti. In seguito il sito rivelò di contenere un notevole numero di tombe a tumulo appartenute ai popoli Italici dei Pretuzi
Lo scrittore teramano, ispettore onorario della necropoli, Giammario Sgattoni, accompagnato da Italo Cicconetti, nell'autunno del 1964, si recò in visita all'agricoltore per convincerlo a rendere noti e pubblici gli oggetti trovati e metterli a disposizione della soprintendenza delle antichità dell'Abruzzo e del Molise.
La necropoli stata oggetto di scavi condotti da Valerio Cianfarani a partire dal 1967 e successivamente da Vincenzo D'Ercole negli anni '80 e '90 del XX secolo. Sono state riportate alla luce circa 600 tombe che coprono un arco temporale che va dell'Età del bronzo all'epoca romana, ma si ipotizza la presenza di circa 20.000 tombe.
L'età del bronzo, XII-X secolo a.C., è il periodo che corrisponde alla prima fase di utilizzo del terreno per il seppellimento, fino al tempo della conquista romana, inizi del II secolo a.C., età in cui l'area tornò ad essere coltivata a scopo agricolo.
Sono state trovate tombe italico-ellenistiche (IV-II secolo a.C.). A queste fasi risalgono i tumuli del diametro dai 4 ai 25 metri, delimitati da circoli di pietre, disposti ai lati della strada lastricata. Nel primo millennio, l'organizzazione della necropoli era "monarchica", con tumuli destinati a nuclei familiari. Nella fase repubblicana successiva (tra V e IV secolo a.C.) si hanno sepolture senza corredo orientate ad occidente e seguite dalle tombe a fossa orientate verso sud dell'Età ellenistica.
La necropoli è ancora utilizzata agli inizi del II secolo a.C., per poi essere abbandonata.

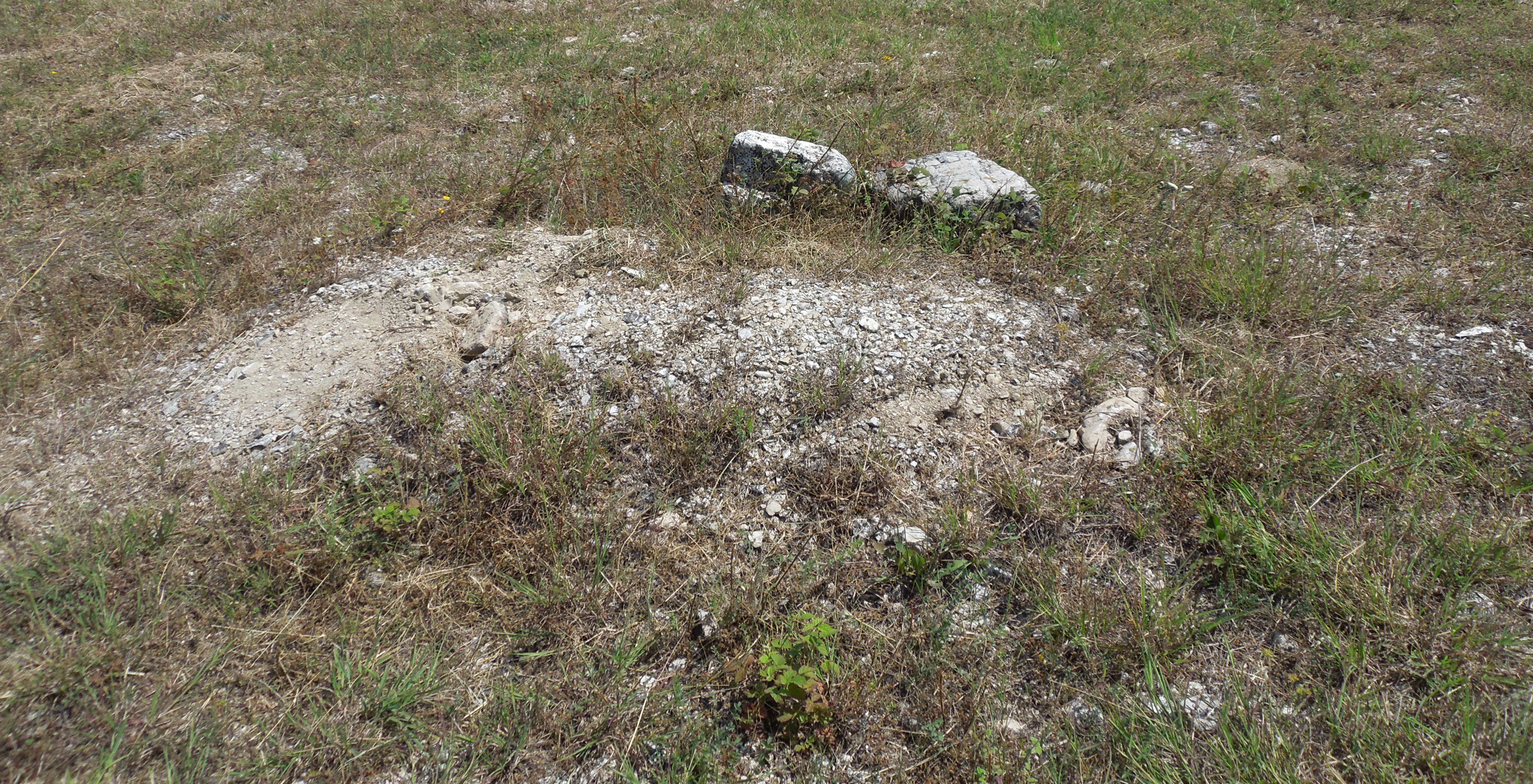
Tipologia delle sepolture più antiche, scavate più vicino alla via Sacra, costituite dalla fossa e da tavole interposte tra la salma e la copertura di terra e sassi. La presenza della tomba era evidenziata da una grossa pietra.
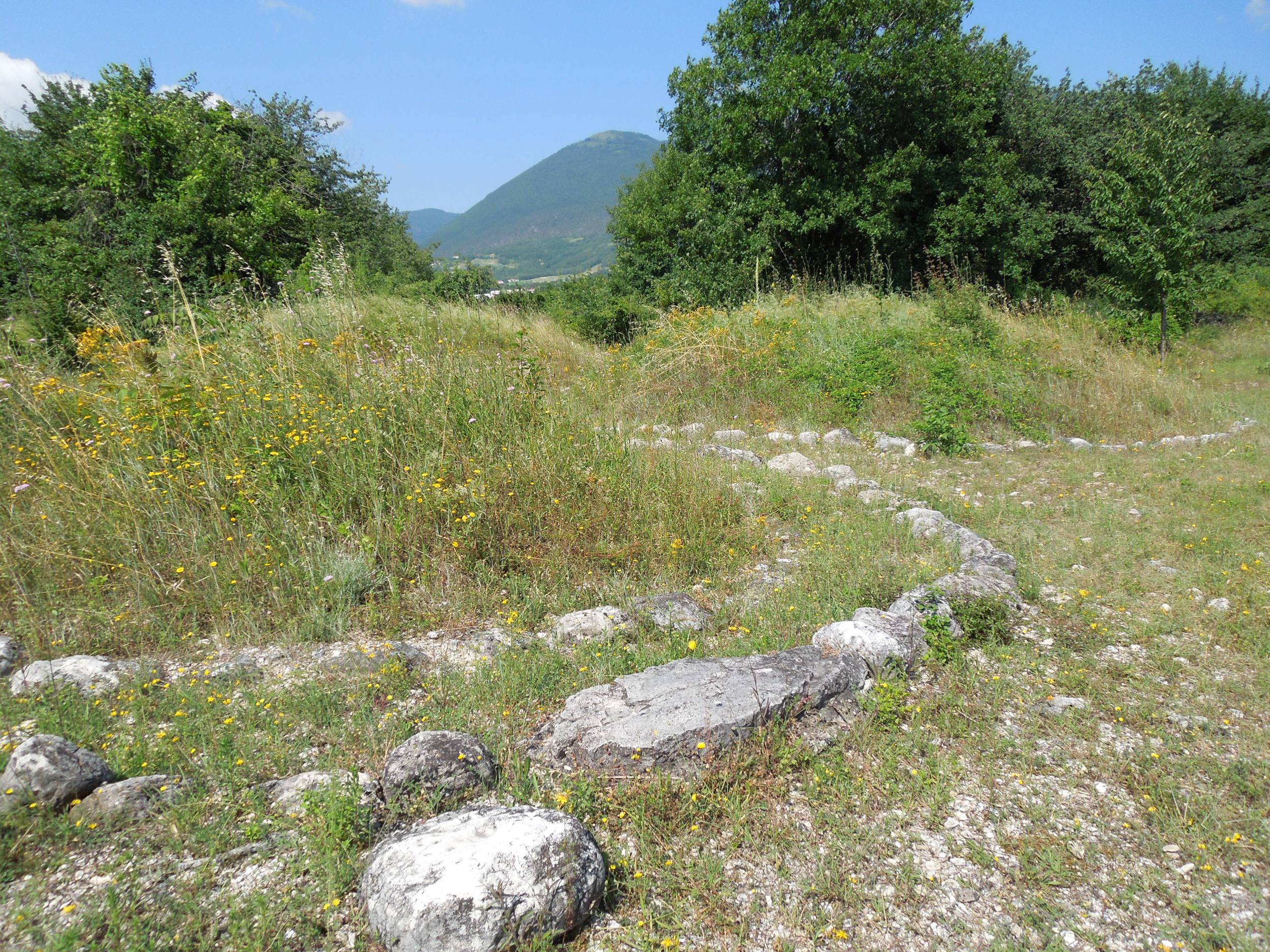
Tumuli perimetrati da circoli di pietre. La particolarità della tomba a sinistra dell'immagine è costituita dalla presenza di due circoli.

## Cronologia delle sepolture della necropoli

### Primo periodo (X-VIII secolo a.C.)
Il primo periodo di seppellimento copre l'arco temporale compreso tra il X e l'VIII secolo a.C. Le sepolture, appartenenti a questo intervallo temporale, restituiscono i resti ossei degli inumati sepolti in fosse singole recanti pochi oggetti di corredo funerario, spesso uno solo, come una fibula ad arco serpeggiante per le donne ed un rasoio quadrangolare per gli uomini.

### Secondo periodo (VII-V secolo a.C.)
La seconda fase di utilizzo della necropoli è collocata dall'archeologo Vincenzo D'Ercole tra il VII ed il V secolo a.C. Questo periodo risulta essere anche l'epoca di «massimo fulgore» delle sepolture. Le tombe hanno la forma del tumulo e sono delimitate da un circolo di pietre. Il loro contenuto riconsegna numerosi oggetti di pregio. Tra queste sepolture, una tra le più note, è quella in cui sono stati rinvenuti manufatti in bronzo destinanti alla mensa, un carro ed i morsi del cavallo.

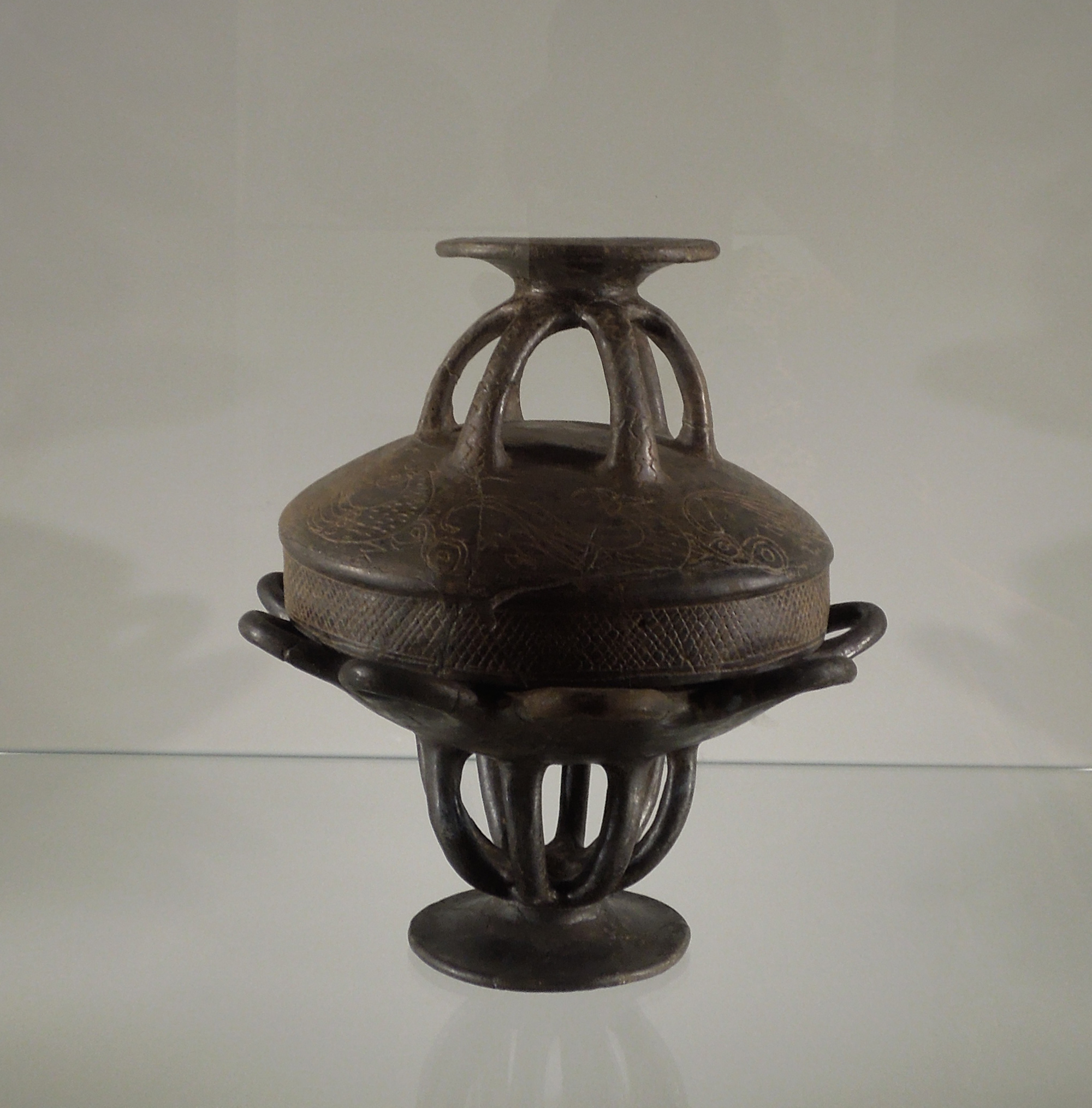
Pisside a corolla con coperchio proveniente dalla tomba n. 100.
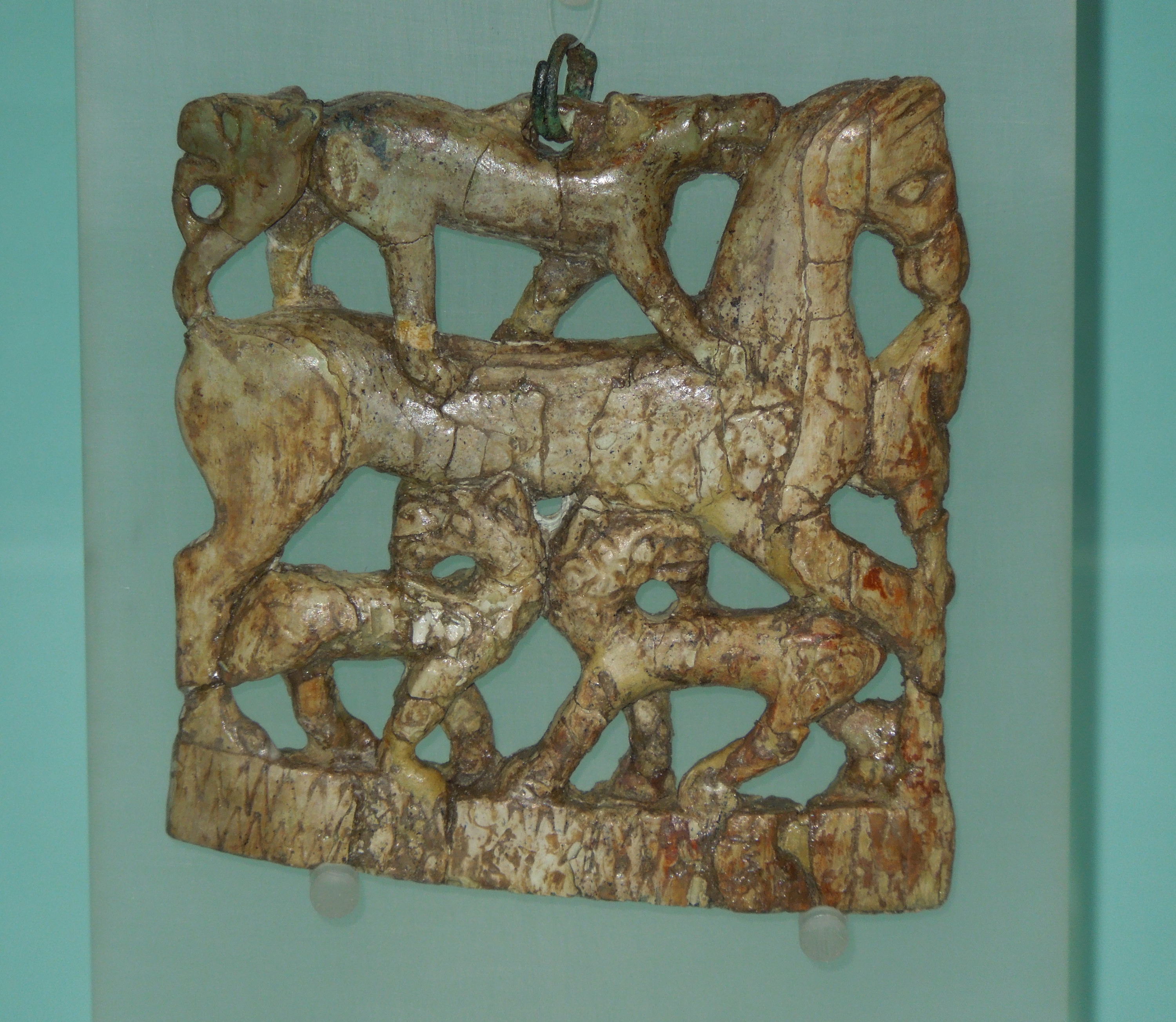
Placca quadrangolare in avorio con figure zoomorfe proveniente dalla tomba n. 127.
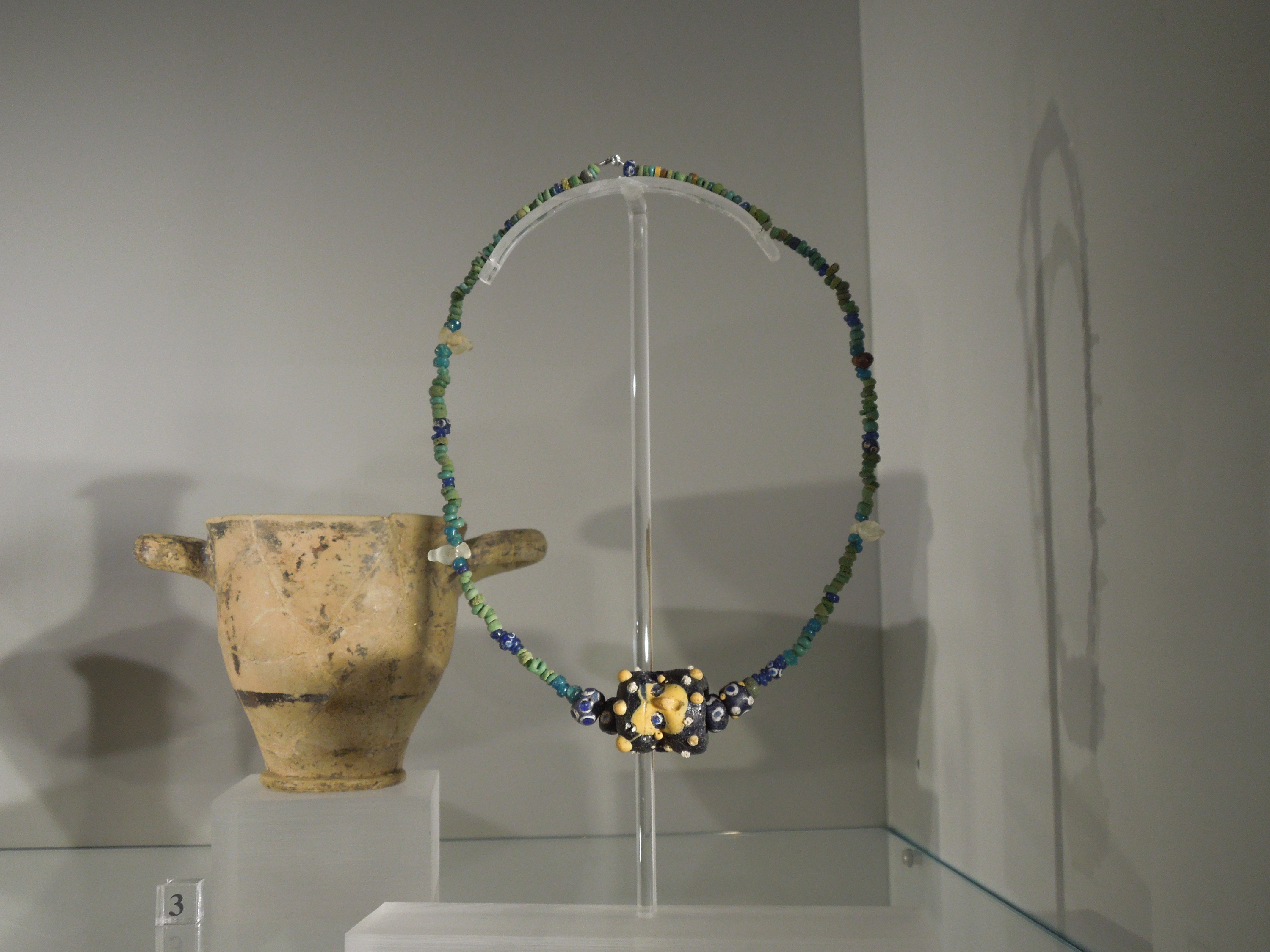
Collana in pasta vitrea.
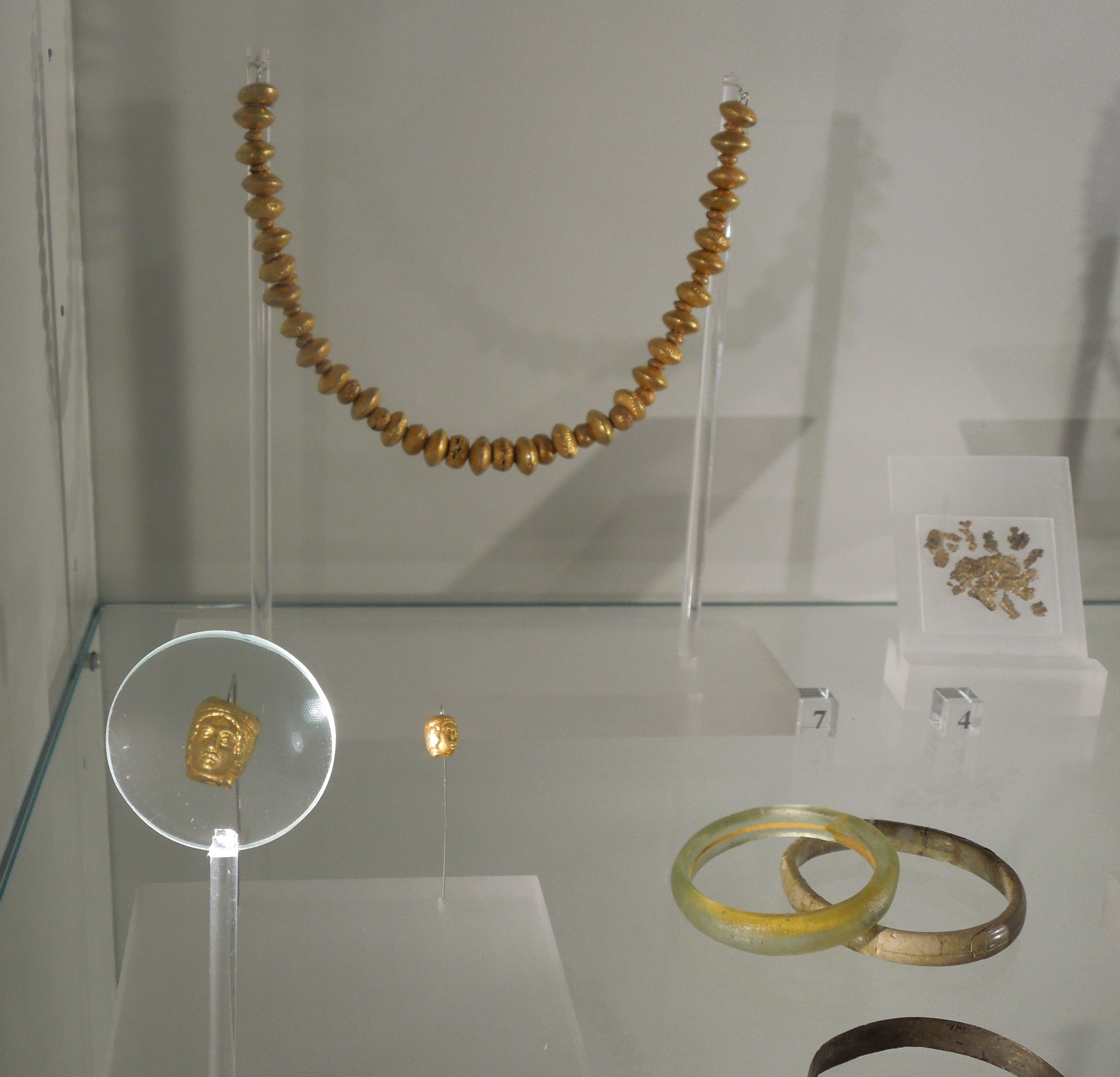
Collana con grani in oro.

## Consistenza dei corredi funerari
Il patrimonio archeologico dei corredi funerari rinvenuti è costituito da servizi di vasi in bronzo, vasi in ceramica di colore nero lavorati al tornio, poculum, pissidi, olle, brocche, grattugia in bronzo, kylix attica, morsi per cavallo con aposfisi equine, spade, pugnali, vasi porta-sabbia. Nelle tombe femminili sono state trovate fibule di bronzo con pendenti di conchiglia ciprea, nettaunghie, nettaorecchie, strumentari da lavoro legati al cucito, alla tessitura e alla filatura, come aghi, rocchetti e fusi ed anche bulle, collane di pasta vitrea e ambra. Il materiale del sito di Campovalano è stato destinato per l'esposizione e la conservazione al museo archeologico nazionale di Campli ed al museo archeologico Francesco Savini di Teramo.

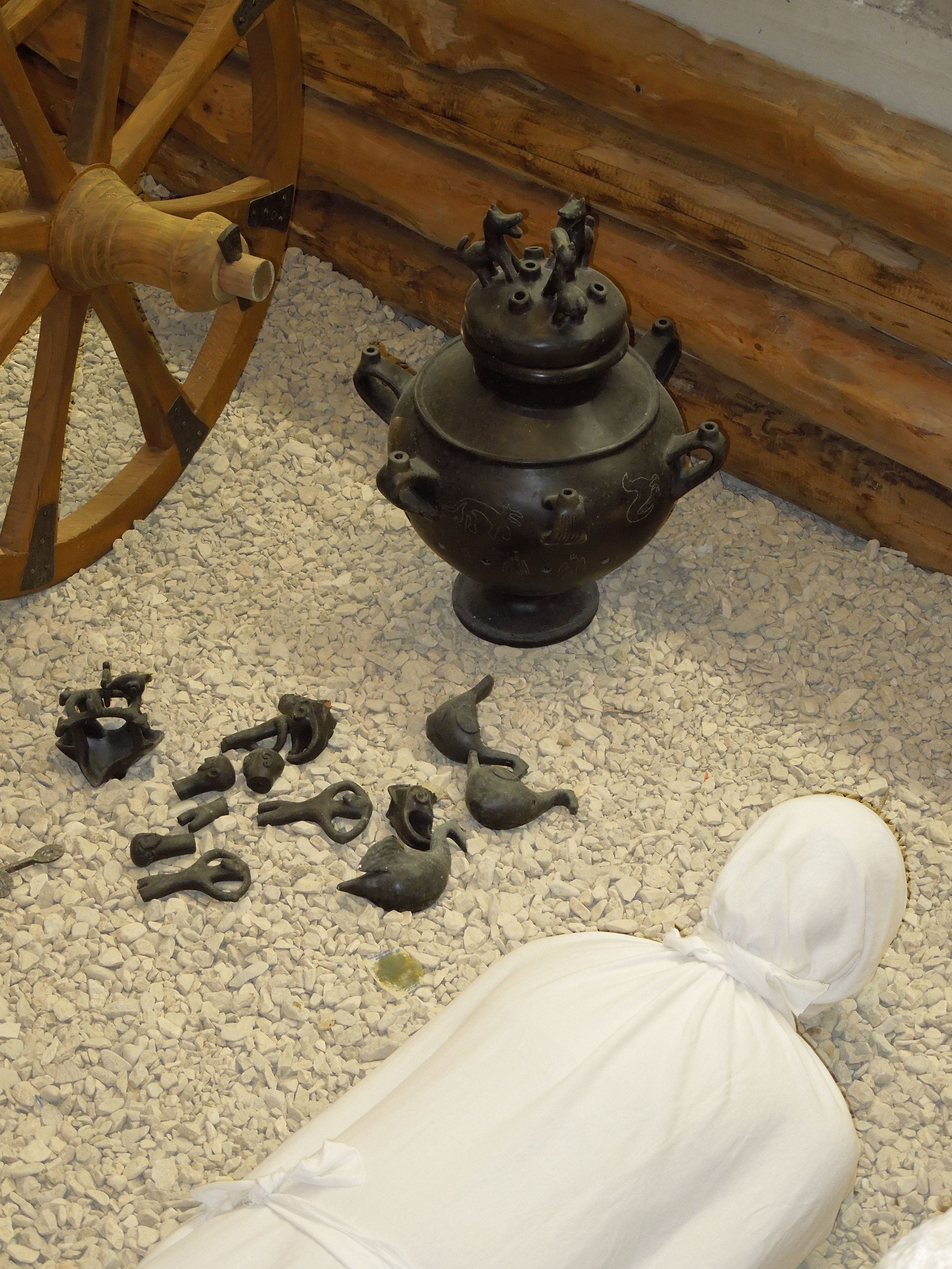
Riproduzione di reperti rinvenuti all'interno delle camere sepolcrali: anatrelle e vaso per bruciare l'incenso con coperchio sormontato da figure zoomorfe.
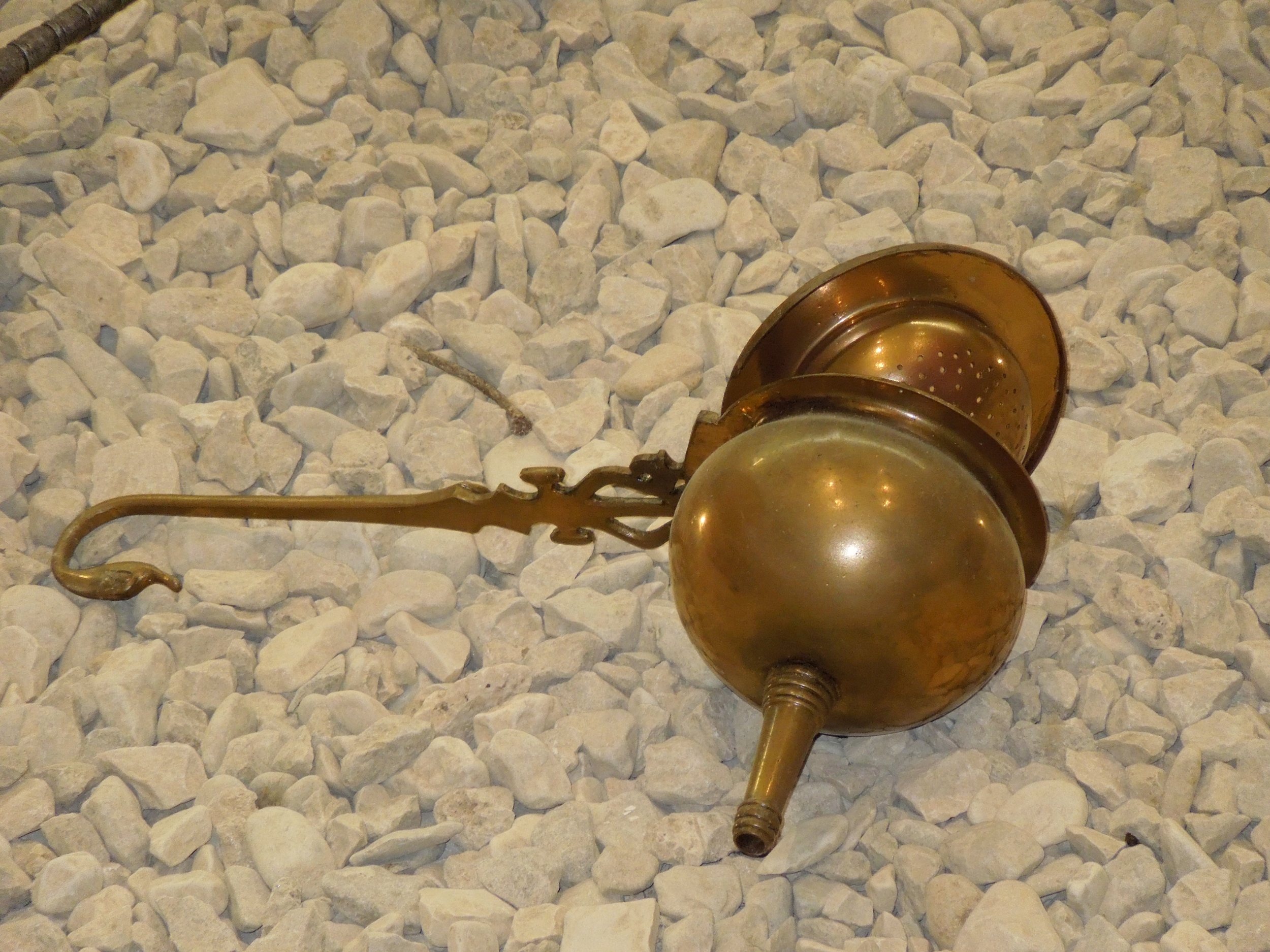
Riproduzione di un utensile per filtrare il vino. L'originale è stato rinvenuto all'interno di una sepoltura della necropoli.
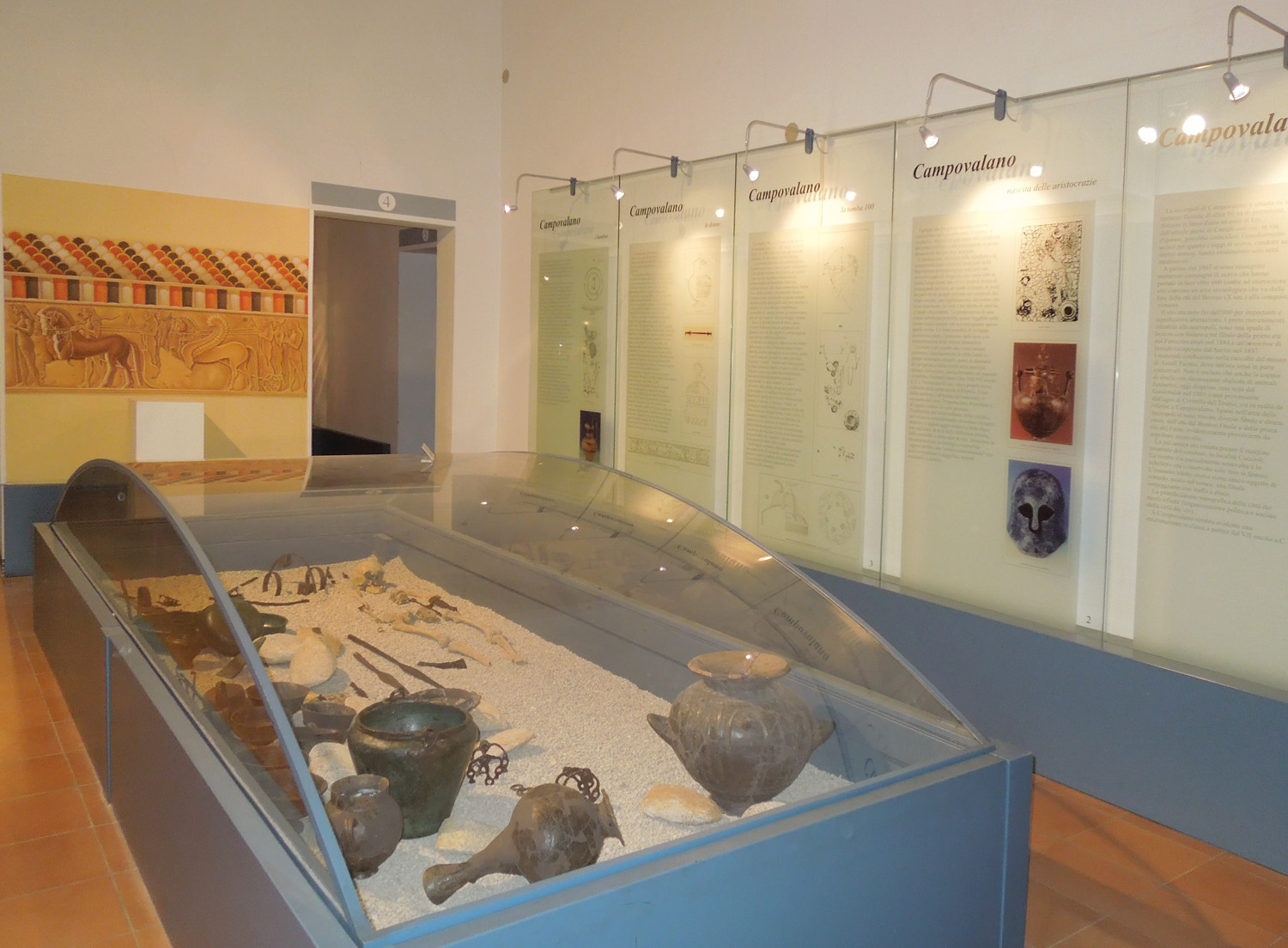
Sala del Museo archeologico Francesco Savini di Teramo con reperti della necropoli di Campovalano.